# Озоппо
Озоппо (итал. Osoppo) —  коммуна в Италии, располагается в регионе Фриули-Венеция-Джулия, в провинции Удине.
Население составляет 3031 человек (2008 г.), плотность населения составляет 137 чел./км². Занимает площадь 22 км². Почтовый индекс — 33010. Телефонный код — 0432.
Покровительницей коммуны почитается святая Колумба, празднование 7 июля.

## Демография
Динамика населения:

## Администрация коммуны
- Официальный сайт: http://www.comune.osoppo.ud.it Архивная копия от 12 июня 2021 на Wayback Machine